# Carl Johan Bohman
Carl Johan Bohman, född 26 september 1816 i Jönköping, död 9 september 1882 i Lidingö, var en svensk skolledare. 
Bohman blev 1842 filosofie magister i Uppsala, anställdes 1843 som lärare vid Stockholms lyceum och övertog 1851, tillsammans med Otto von Feilitzen, föreståndarskapet för detta läroverk. Han var en av sin tids främsta svenska skolledare och lärare och Stockholms lyceum blev under hans ledning en högt ansedd läroanstalt. År 1863 fick läroverket, först bland alla enskilda sådana och en tid det enda, dimissionsrätt till universitetet. Då Stockholms lyceum höstterminen 1875 sammanslogs med Stockholms Ateneum under dess rektor och efter dess läroplan, blev Bohman lärare vid det nya läroverket.